# Kōriyama
Kōriyama (郡山市, Kōriyama-shi) és una ciutat de la prefectura de Fukushima, al Japó.

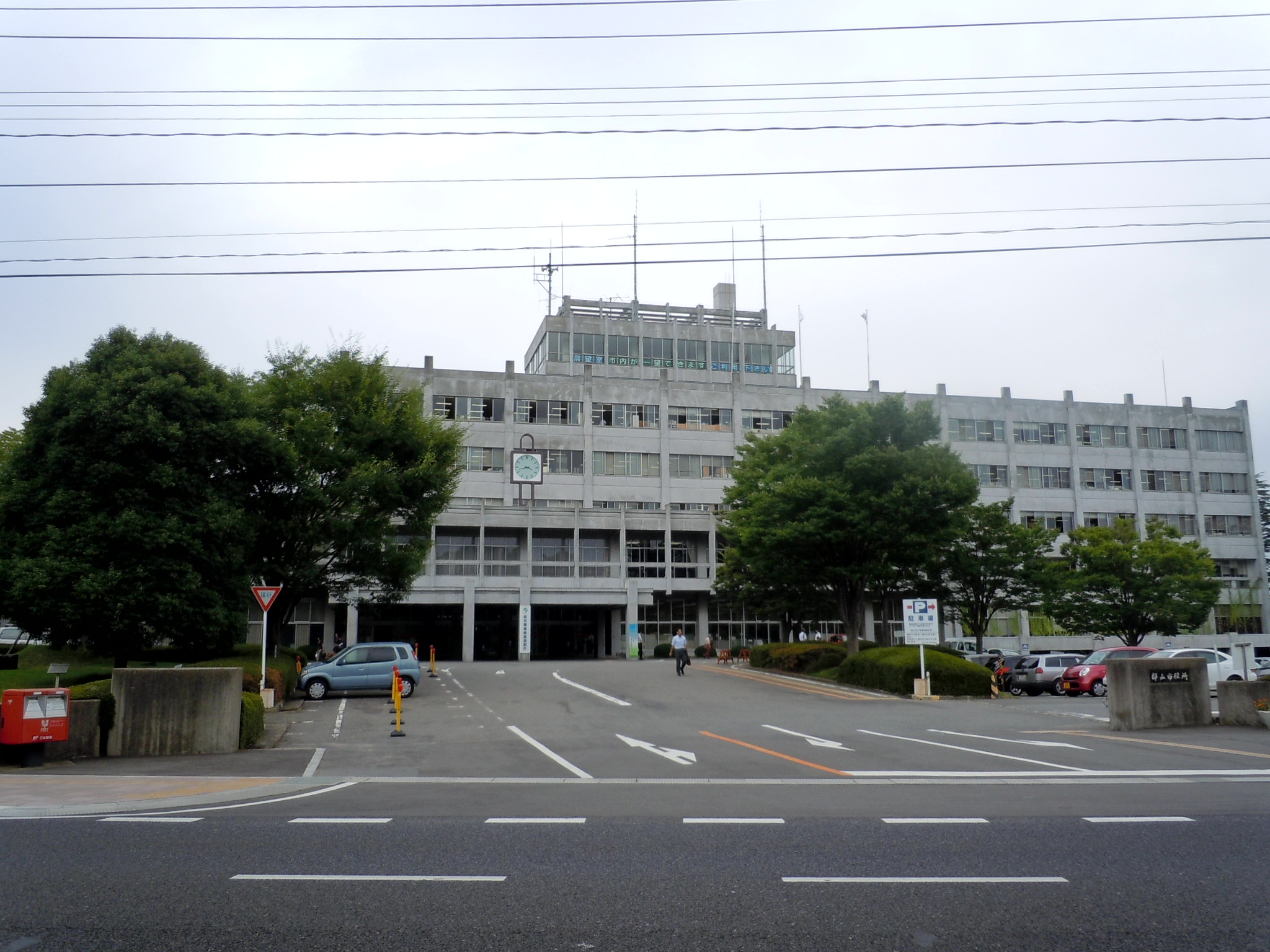
Ajuntament de Kōriyama

El 2015 tenia una població estimada de 326.808 habitants. Tenia una àrea total de 757,06 km². Kōriyama és una ciutat-nucli del Japó i fa la funció de centre comercial de la prefectura de Fukushima.

## Geografia
Kōriyama està situada al centre de la regió de Nakadōri de la prefectura de Fukushima. El riu Abukuma creua el centre de la ciutat.

### Municipalitats veïnes
| - Sukagawa - Aizu-Wakamatsu - Nihonmatsu - Tamura - Motomiya - Otama | - Tenei - Hirata - Miharu - Ono - Inawashiro |

## Història
Kōriyama fou originalment un centre de govern durant el període Nara, quan l'àrea de l'actual ciutat estava situada a la frontera de l'assentament de la dinastia Yamato de la regió de Tohoku. Durant els períodes Heian i Kamakura, l'àrea del voltant fou desenvolupada com a shōens controlats per diversos clans de samurais.
Durant l'establiment del sistema de municipalitats de l'1 d'abril de 1889, Kōriyama fou establerta dins del districte d'Asaka. A principis del període Meiji l'àrea creixé com a centre agricultural.
Kōriyama esdevingué ciutat l'1 de setembre de 1924 a l'annexar la vila veïna d'Odawara. La vila de Kuwano s'hi fusionà l'1 de juny de 1925. Durant la dècada del 1930, Kōriyama destacà com a centre de producció d'equipaments militars. Fou conseqüentment un objectiu dels bombarders estatunidencs durant la Segona Guerra Mundial, i la ciutat sofrí tres bombardeigs de gran escala.
Kōriyama està situada fora de la zona d'evacuació obligatòria designada durant l'accident nuclear de Fukushima I, i patí destrosses menors durant el terratrèmol i tsunami del Japó del 2011.

## Agermanament
- Nara, Nara, Japó, des del 5 d'agost de 1971
- Kurume, Fukuoka, Japó, des del 3 d'agost de 1975
- Tottori, Tottori, Japó, des del 25 de novembre de 2005
- Brummen, Països Baixos, des del 25 de juny de 1988

## Persones notables
- Saga (Alice Nine) - músic